# Endonim
Endonim ili autonim (grč. endo = unutra, ónyma = ime) koristi se za izvorni naziv kojime se etnici ili ktetici označavaju na nekome jeziku.

## Primjeri endonima
- Nekih hrvatski endonimi:

Zagreb, Hrvatska, Požega, Rijeka, Osijek, Vukovar, Trogir, Pula, Zadar...
- Strani endonimi (u zagradama su hrvatski egzonimi):

Deutschland (Njemačka), Great Britain (Velika Britanija), Warszawa (Varšava), Bucureşti (Bukurešt)...

## Poveznice
- Egzonim
- Onomastika

- Popis imena zemalja i glavnih gradova - izvorni nazivi